# Abu Ghraib
Abu Ghraib (arabisk: أبو غريب) er en irakisk by med 189.000(2003) indbyggere 32 km vest for Bagdads centrum, og ca. 15 km nordvest for Bagdads internationale lufthavn. Abu Ghraib ligger på den traditionelle rute fra Bagdad til Jordan, men byen er nok mest kendt for Abu Ghraib-fængslet.

## Abu Ghraib Infant Formula Plant
Byen blev også kendt for Abu Ghraib Infant Formula Plant (fabrik anlagt i 1980, der producerede børnemad), som visse vestlige efterretningstjenester vurderede som produktionssted for kemiske våben. Fabrikken blev bombet under Golfkrigen i 1991, hvorefter den irakiske regering tillod CNN reporter Peter Arnett at filme den ødelagte fabrik sammen med et lidt "mistænkeligt" håndmalet skilt, der bekendtgjorde, at bygningerne havde huset en "Baby Milk Factory". Dele af fabrikken blev reetableret, og under optakten til Irakkrigen i 2003 hævdede USAs udenrigsminister Colin Powell atter, at bygningen blev anvendt til fremstilling af masseødelæggelsesvåben. Efterfølgende inspektioner afslørede, at bygningerne, der havde stået ubrugte gennem længere tid, faktisk indeholdt børnemad, og at der ikke fandtes noget bevis for våbenproduktion.

## Abu Ghraib-fængslet
Abu Ghraib-fængslet (Arabisk: سجن أبو غريب; også: Abu Ghurayb) ligger i Abu Ghraib. Fængslet blev internationalt kendt som et sted, hvor Saddam Husseins regering torturerede og dræbte politiske afvigere, og senere som åsted for Abu Ghraib-skandalen, hvor det amerikanske militærs tortur af irakiske fanger blev afsløret i en serie fotografier, der blev vist i nyhedsmedier verden over. Ifølge soldaternes egne udtalelser handlede de efter ordre ovenfra, hvilket lederne benægtede. 
Under Saddam Husseins Ba'ath regering var fængslet kendt som Abu Ghraib-fængslet og havde ry for at være et af de steder, hvor der blev udøvet den værste tortur i den moderne verden. Fængslet blev nogle gange omtalt i vestlige medier som "Saddams torturcentral." Fængslet blev omdøbt efter invasionen af Irak i 2003, hvor Saddams regering blev væltet og blev kaldt Baghdad Central Confinement Facility (BCCF) (dansk: Bagdads centrale forvaringsfacilitet). 
Fængselskomplekset blev bygget af britiske entreprenører i 1960'erne, dækkede 1,15 km² og havde 24 vagttårne. Området var delt ind i fem separate områder omgivet af mure, til forskellige typer fanger. Hver fængselsblok indeholdt en spisehal, et bederum, et motionsområde og rudimentære vaskefaciliteter. Cellerne kunne indeholde op til 40 mennesker på 4x4 meter. Da Saddams regime faldt i 2003, blev de fem fængselsafsnit afsat til henholdsvis udenlandske fanger, fanger med lange fængselsstraffe, korte fængselsstraffe, dødsstraffe og "specielle" forbrydelser.